# Extreme Sailing Series

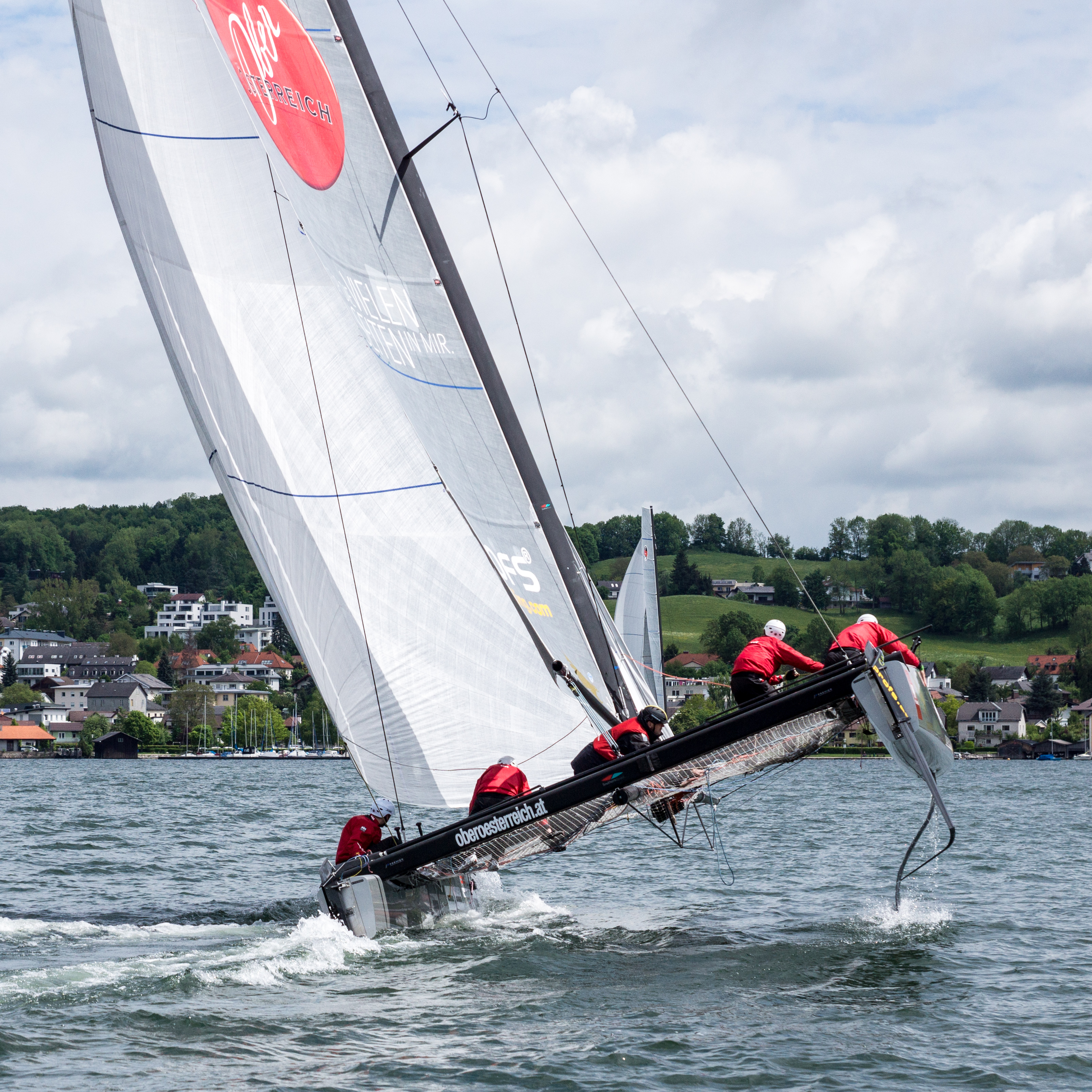
Een GC32 in 2013 op de Traunsee, niet bij de Extreme Sailing Series

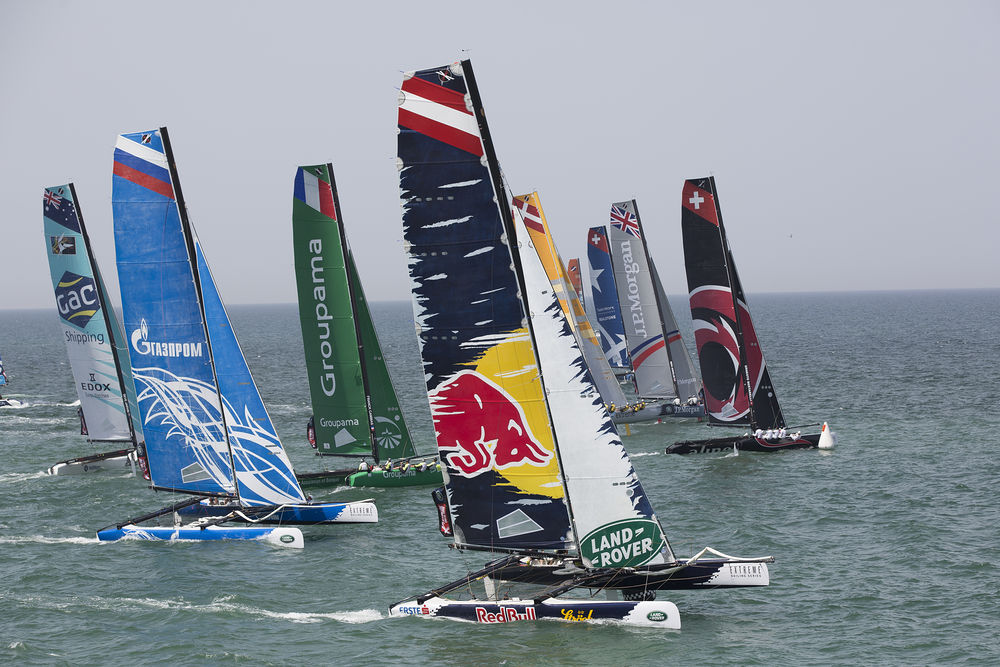
Wedstrijd met Extreme 40's in Oman in 2014

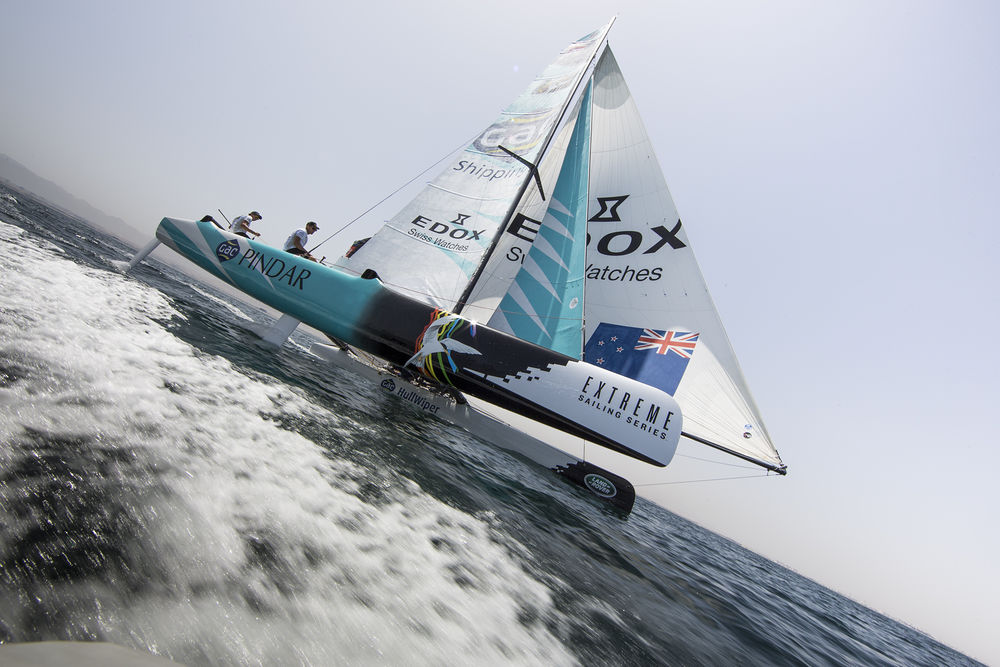
Een Extreme 40 in actie in 2014

De Extreme Sailing Series (ESS), voorheen de iShares Cup, is een internationale zeilcompetitie die gevaren wordt in GC32-catamarans. De competitie bestaat uit een aantal zeilwedstrijden die worden gehouden in verschillende steden, en wordt sinds 2007 jaarlijks georganiseerd. Tot en met 2015 werden Extreme 40's gebruikt. Volgens ESS zijn de nieuwe GC32's sneller en veel uitdagender voor de bemanning.
Gedurende het seizoen worden een aantal steden aangedaan waar – verspreid over enkele dagen – een reeks van maximaal dertig wedstrijden wordt gevaren. De races vinden plaats op een parcours vlak bij het vasteland, vaak in een haven of een baai, wat de race aantrekkelijk maakt voor toeschouwers. De wedstrijden duren elk 15 à 20 minuten. Per wedstrijd kan een zeilteam punten verdienen, en aan het eind van de cyclus wint het team dat in het eindklassement bovenaan staat.
Elk team dat aan de race deelneemt bestaat uit vier bemanningsleden: een stuurman, de trimmer van het hoofdzeil, de trimmer van het voorzeil en een voordekker. In de boten is ruimte voor een vijfde persoon. Deze plaats wordt meestal gegeven aan een gast. De race trekt veel grote namen uit de zeilwereld als Dean Barker, Russell Coutts, Ben Ainslie en Franck Cammas, onder meer omdat de America's Cup ook in catamarans gevaren wordt. Enkele Nederlandse deelnemers aan de race zijn oud-olympisch zeiler Herbert Dercksen, Volvo Ocean Race-deelnemers Arend van Bergeijk en Gerd-Jan Poortman en America's Cup-winnaars Simeon Tienpont en Piet van Nieuwenhuyzen.
De eerste editie van de iShares Cup werd in 2007 gevaren, met wedstrijdlocaties in vier Europese steden: München, Marseille, Cowes en Amsterdam. De wedstrijden in Amsterdam werden gehouden in de IJ-haven. Na vier Europese seizoenen werd de competitie uitgebreid naar onder meer Azië en werd de naam gewijzigd in Extreme Sailing Series, nadat iShares vanwege de crisis de sponsoring stopzette. In 2011 werd Noord-Amerika voor het eerst bezocht, in 2012 Zuid-Amerika.

## Resultaten
| Jaar | Aantal deelnemers | Winnaar           | Schipper            | Wedstrijdlocaties                                                                |
| ---- | ----------------- | ----------------- | ------------------- | -------------------------------------------------------------------------------- |
| 2007 | 9                 | Basilica          | Rob Greenhalgh      | München, Marseille, Cowes, Amsterdam                                             |
| 2008 | 9                 | Alinghi           | Ed Baird            | Lugano, Hyères, Cowes, Kiel, Amsterdam                                           |
| 2009 | 9                 | Oman Sail Masirah | Pete Cumming        | Venetië, Hyères, Cowes, Kiel, Amsterdam, Almeria                                 |
| 2010 | 8                 | The Wave, Muscat  | Paul Campbell-James | Sète, Cowes, Kiel, Trapani, Almeria                                              |
| 2011 | 11                | Luna Rossa        | Max Sirena          | Muscat, Qingdao, Istanboel, Boston, Cowes, Trapani, Nice, Almeria, Singapore     |
| 2012 | 8                 | The Wave, Muscat  | Leigh McMillan      | Muscat, Qingdao, Istanboel, Porto, Cardiff, Nice, Rio de Janeiro                 |
| 2013 | 8                 | The Wave, Muscat  | Leigh McMillan      | Muscat, Singapore, Qingdao, Porto, Cardiff, Nice, Florianópolis                  |
| 2014 | 11                | Alinghi           | Morgan Larson       | Singapore, Muscat, Qingdao, Sint-Petersburg, Cardiff, Istanboel, Nice, Sydney    |
| 2015 | 9                 | N.N.B.            | N.N.B.              | Singapore, Muscat, Qingdao, Cardiff, Hamburg, Sint-Petersburg, Istanboel, Sydney |

Evenementen: Admiral's Cup · America's Cup · Audi MedCup · Cowes Week · Extreme Sailing Series · Kieler Woche · Louis Vuitton Cup · Olympische Spelen · RC44 Championship Tour · Ronde om Texel · 52 Super Series · Vintage Yachting Games · WK Zeilen

Oceaanwedstrijden: Barcelona World Race · Bermuda Race · Cape to Rio Yacht Race · Fastnet Race · Jules Verne Trofee · Mini Transat · The Ocean Race · OSTAR/Transat · Route du Rhum · Solitaire du Figaro · Sydney to Hobart Yacht Race · Transat Jacques Vabre · Transpacific Yacht Race · Velux 5 Oceans Race · Vendée Globe